# Licea operculata
|  | Dieser Artikel wurde aufgrund von formalen oder inhaltlichen Mängeln in der Qualitätssicherung Biologie im Abschnitt „Mykologie“ zur Verbesserung eingetragen. Dies geschieht, um die Qualität der Biologie-Artikel auf ein akzeptables Niveau zu bringen. Bitte hilf mit, diesen Artikel zu verbessern! Artikel, die nicht signifikant verbessert werden, können gegebenenfalls gelöscht werden. Lies dazu auch die näheren Informationen in den Mindestanforderungen an Biologie-Artikel. Begründung: Bitte ganze Sätze! |

Licea operculata ist ein Schleimpilz der Gattung Licea aus der Familie Liceaceae mit vorgezeichnetem Deckel (Untergattung Orcadella).

## Merkmale

### Makroskopisch
Die Fruchtkörper sind langgestielte, dunkelbraune, bis 1 mm große Sporocarpien, welche sich mit meist deutlich abgegrenztem Deckel öffnen. Der Deckel ist silbrig-golden glänzend und gibt eine olivgelbe Sporenmasse frei.

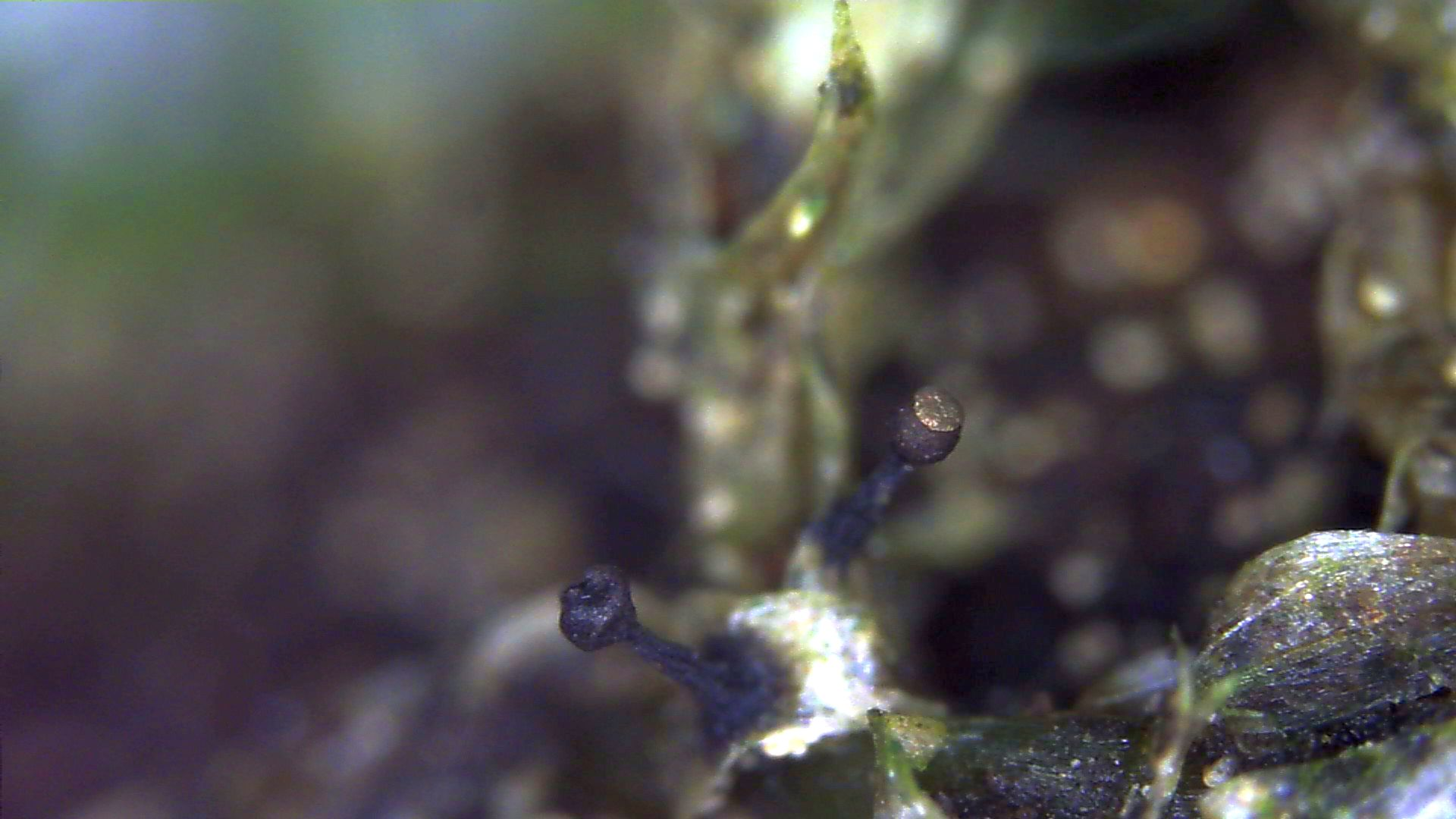
Zwei Sporocarpien auf einem Heidelbeerstängel

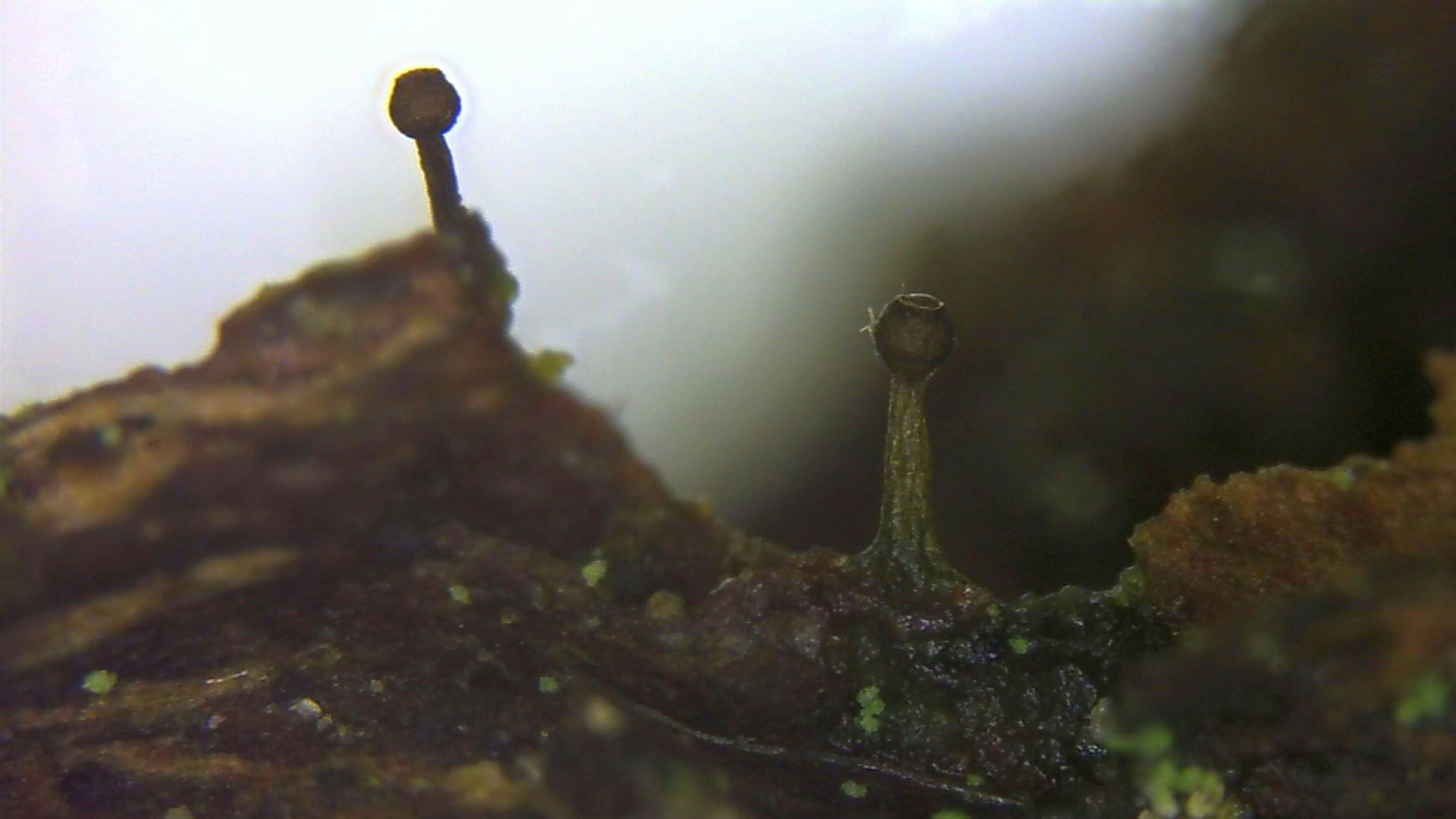
Zwei Sporocarpien auf einem Fichtenzweig

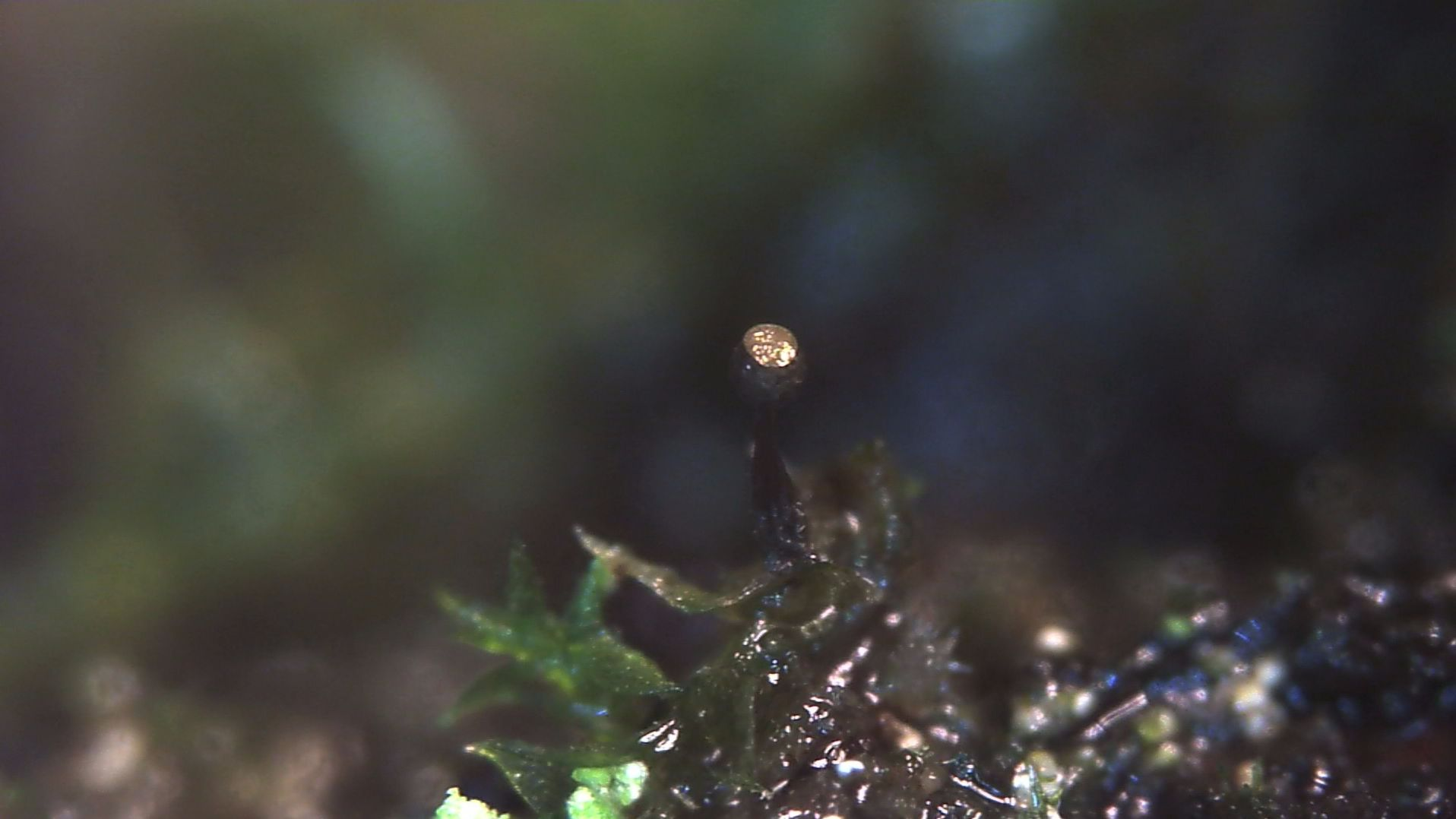
Sporocarpie auf einem Heidelbeerstängel

### Mikroskopisch
Die Sporen sind rund, fast farblos im Durchlicht, mit einem Durchmesser von 8–11 Mikrometer und sind scheinbar glatt (im REM fein punktiert).

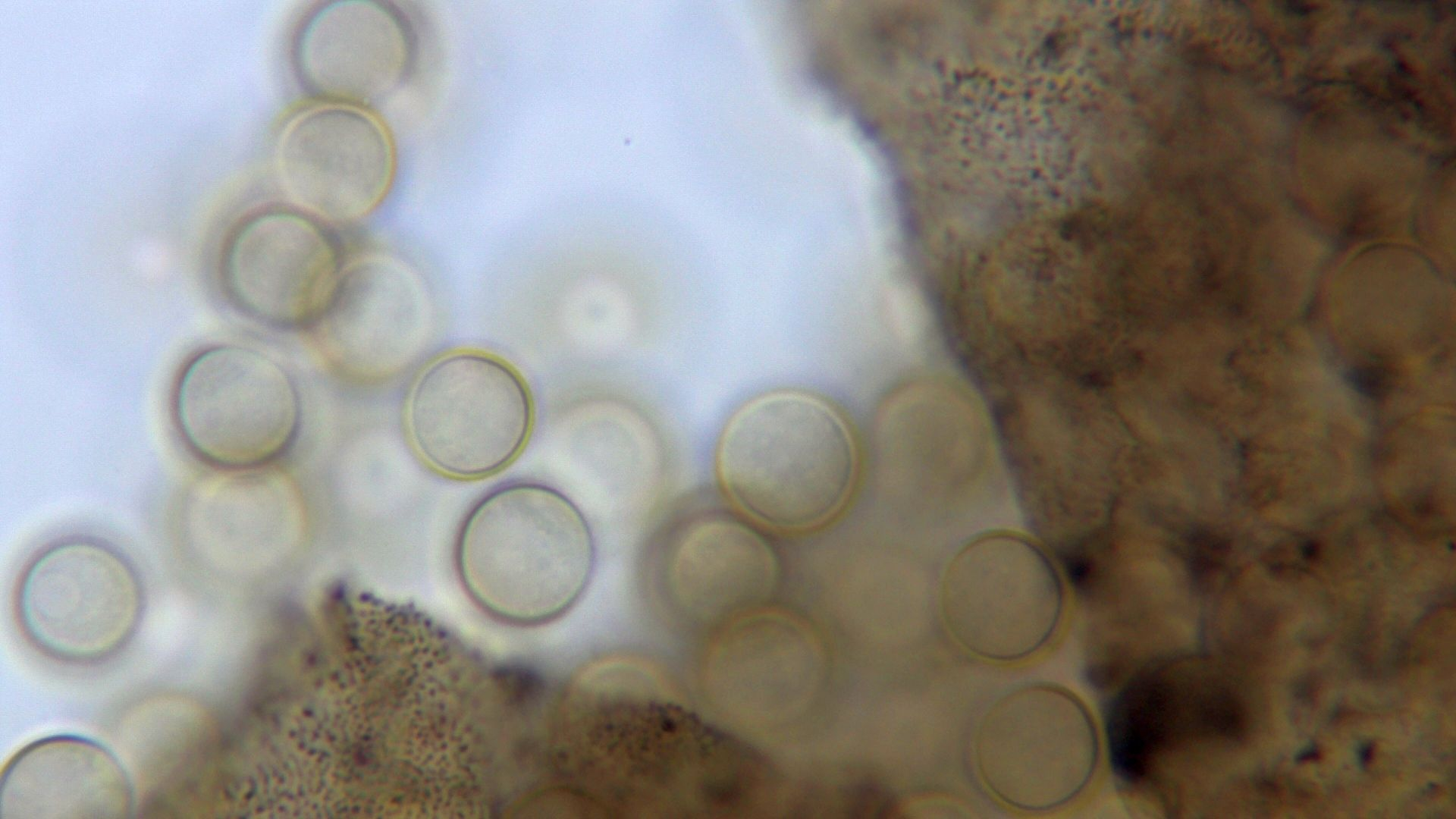
Sporen im Durcchlicht

## Ökologie
Der Schleimpilz ist ein Bewohner von Baumrinden (corticol) und Rinden von Sträuchern, z. B. Heidelbeere im Freiland. Er wird auch oft in Feuchtkammerkultur gezüchtet.

## Verbreitung
Europa, Indien, Japan, Nord- bis Südamerika.

## Systematik und Forschungsgeschichte
Die Art wurde 1889 von Harold Wingate als Orcadella operculata an Quercus rubra aus Philadelphia und Harvey erstbeschrieben und 1942 von G.W. Martin als Licea operculata umbenannt.

## Etymologie
operculata ― mit einem Deckel (nlat.)

## Ähnliche Arten
- Licea eleanorae ― mit deutlichen, groben Kristallen auf der Peridienoberfläche
- Licea floriformis ― sich durch vorgezeichnete, irreguläre Platten öffnend